# Molongum lucidum
Molongum lucidum là một loài thực vật có hoa trong họ La bố ma. Loài này được (Kunth) Zarucchi mô tả khoa học đầu tiên năm 1987.